# Artemisia campestris subsp. maritima
Artemisia campestris subsp. maritima é uma subespécie de planta com flor pertencente à família Asteraceae. 
A autoridade científica da subespécie é Arcang., tendo sido publicada em Comp. Fl. Ital.: 366. 1882.
Os seus nomes comuns são erva-lombrigueira ou madorneira.

## Portugal
Trata-se de uma subespécie presente no território português, nomeadamente em Portugal Continental.
Em termos de naturalidade é nativa da região atrás indicada.

## Protecção
Não se encontra protegida por legislação portuguesa ou da Comunidade Europeia.